# Sida ulmifolia
Sida ulmifolia är en malvaväxtart som beskrevs av Philip Miller. Sida ulmifolia ingår i släktet sammetsmalvor, och familjen malvaväxter. Inga underarter finns listade i Catalogue of Life.